# Manuel Jerónimo Yerena y Camarena
Manuel Jerónimo Yerena y Camarena (* 30. September 1886 in Mirandilla de Mascota, Jalisco, Mexiko; † 13. Dezember 1973 in Huejutla, Hidalgo) war Bischof von Huejutla.

## Leben
Manuel Jerónimo Yerena y Camarena empfing am 11. Dezember 1910 das Sakrament der Priesterweihe.
Am 17. Juli 1940 ernannte ihn Papst Pius XII. zum Bischof von Huejutla. Der Erzbischof von Guadalajara, José Garibi y Rivera, spendete ihm am 15. September desselben Jahres die Bischofsweihe; Mitkonsekratoren waren der Bischof von Tepic, Anastasio Hurtado y Robles, und der Weihbischof in Mexiko-Stadt, Maximino Ruiz y Flores. Die Amtseinführung fand am 8. Oktober 1940 statt.
Am 19. August 1963 nahm Papst Paul VI. das von Manuel Jerónimo Yerena y Camarena aus Altersgründen vorgebrachte Rücktrittsgesuch an und ernannte ihn zum Titularbischof von Boseta. Yerena y Camarena verzichtete am 2. Februar 1971 auf das Titularbistum Boseta.
Manuel Jerónimo Yerena y Camarena nahm an der ersten Sitzungsperiode des Zweiten Vatikanischen Konzils teil.